# USS Appalachian (AGC-1)
USS Appalachian (AGC-1) – amerykański okręt dowodzenia wcielony do służby w US Navy w czasie II wojny światowej. Był okrętem prototypowym swojego typu. Jego stępkę położono zgodnie z kontraktem podpisanym przez Maritime Commission (MC hull 200) 4 listopada 1942 roku w stoczni Federal Shipbuilding & Drydock Company. Został zwodowany 29 stycznia 1943 roku, matką chrzestną była pani Mclnnis. Został nabyty przez US Navy 27 lutego 1943 roku i przebudowany w Brooklynie w stoczni Todd Shipbuilding Company na okręt dowodzenia siłami desantowymi. Wcielony do służby 2 października 1943 roku.
Brał udział w walkach na Pacyfiku, między innymi w walkach o Wyspy Marshalla, w desancie na Filipiny. Za udział w walkach został odznaczony czterema battle star.
Po wojnie brał udział m.in. w operacji Crossroads.
13 września 1946 roku został okrętem flagowym 5. Floty. Był także jednostką flagową Floty Pacyfiku pomiędzy 28 października 1946 a 30 stycznia 1947 roku. W tym czasie operował w rejonie San Diego. 
Został wycofany ze służby 21 maja 1947 roku i umieszczony w rezerwie. Jego nazwa została skreślona z listy jednostek floty 1 marca 1959 roku. Przekazany Maritime Administration i później zezłomowany w roku 1960. 